# ファビオ・クアルタラロ
ファビオ・クアルタラロ (Fabio Quartararo, 1999年4月20日 - ) は、フランス、ニース出身のオートバイレーサー。2021年のロードレース世界選手権MotoGPクラスチャンピオン。2021年よりモンスター・エナジー・ヤマハMotoGPからMotoGPに参戦している。

## 経歴

### 初期
クアルタラロ家のルーツはイタリアのシチリア島にある。ファビオはフランスのニースで生まれ、4歳でレース経歴をスタートした。2007年より2輪レースの盛んなスペインのカタルーニャに移り、Real Automovil Club de Cataluna (RACC) が主催する若いライダーのためのシリーズであるPromovelocidad Cupに出場した。2008年に50ccクラス、2009年に70ccクラス、そして2011年に80ccクラスのタイトルを獲得する。2012年には地中海プレMoto3クラスのタイトルを獲得する。

### CEVレプソル選手権
2013年にFIM CEVレプソルシリーズ（スペイン選手権）のMoto3クラスにステップアップした。元グランプリレーサーのフアン・ボルハが運営するワイルド・ウルフ・レーシングに加わり、ホンダのマシンに乗る。クアルタラロはウェットコンディションのシリーズ初戦でウェイン・ライアンに次ぐ2位となり、デビュー戦を表彰台で飾った。第2戦は6位に入り、ブライアン・スハウテンと同ポイントでタイトル争いをリードした。続く4戦でクアルタラロはトップ10でフィニッシュしたのは1度のみで、ランキングはマルコス・ラミレスから37ポイント差の8位まで後退した。しかしながら、終盤3戦でポールトゥフィニッシュを果たし、最終戦のヘレスではほぼ10秒の差を付けてラミレスを破った。その結果、クアルタラロは2007年のステファン・ブラドル以来となる非スペイン人ライダーとしてタイトルを獲得し、14歳218日という最年少のシリーズチャンピオンとなり、アレイシ・エスパルガロの記録を更新した。
クアルタラロは世界選手権に出場できる年齢に達していなかったため、2014年もFIM CEVレプソルシリーズに参戦した。2008年に発表され2010年に導入されたこの規則では、グランプリに出場するライダーは16歳に達していなければならないとする。クアルタラロのマシンはホンダで変わらなかったが、チームは1999年の125cc世界チャンピオンエミリオ・アルサモラが運営するエストレラ・ガリシア 0,0 ジュニアチームに移籍となった。クアルタラロはシーズン11戦の内9戦で勝利し、残り2戦は2位となり、タイトルを獲得した。最終戦でチームメイトとして加わったホルヘ・ナバロに127ポイント差を付けてのチャンピオンであった。この最終戦でクアルタラロはポイント参戦したサクソプリント-RTGチームのアレクシ・マスブーとジョン・マクフィーを打ち破った。

### 世界選手権
スペイン選手権でクアルタラロが見せたパフォーマンスは、世界選手権レベルで注目された。2014年フランスGPでのサポートレースでは、2番グリッドからスタートしたクアルタラロがレースの大半をリードし、9周にわたってほぼ4秒差を付けて勝利した。2014年8月、ドルナスポーツ、国際モーターサイクリズム連盟 (FIM)、国際ロードレーシングチーム協会 (IRTA)、モーターサイクルスポーツ製造者協会 (MSMA) の代表からなるグランプリコミッションは、以前に導入された年齢資格規則を改正し、FIM CEV Moto3選手権のチャンピオンは年齢に関係なく翌年のMoto3世界選手権に出場することを可能とした。
2014年10月、クアルタラロは翌年のMoto3世界選手権に参戦することが発表され、最初のエントリーリストが発表された。所属チームはエストレラ・ガリシア 0,0で変わらず、再びホンダに乗って2014年シーズンのスペイン国内タイトルを獲得した。そして、最も近いライバルであったホルヘ・ナバロとチームメイトになった。シーズン後、バレンシアで初めてチームのMoto3マシンをテストしたが、トランスポンダー無しで走行したため最初のラップタイムは記録されなかった。2015年のバレンシアでの公式シーズン前テストの初日に、クアルタラロは3回目のセッションで最速タイムを記録した。翌日から3日間、ヘレスで行われたテストでは、9セッション中5セッションで最速タイムをたたき出し、その中には最終日のクリーンスイープも含まれた。

## Moto3

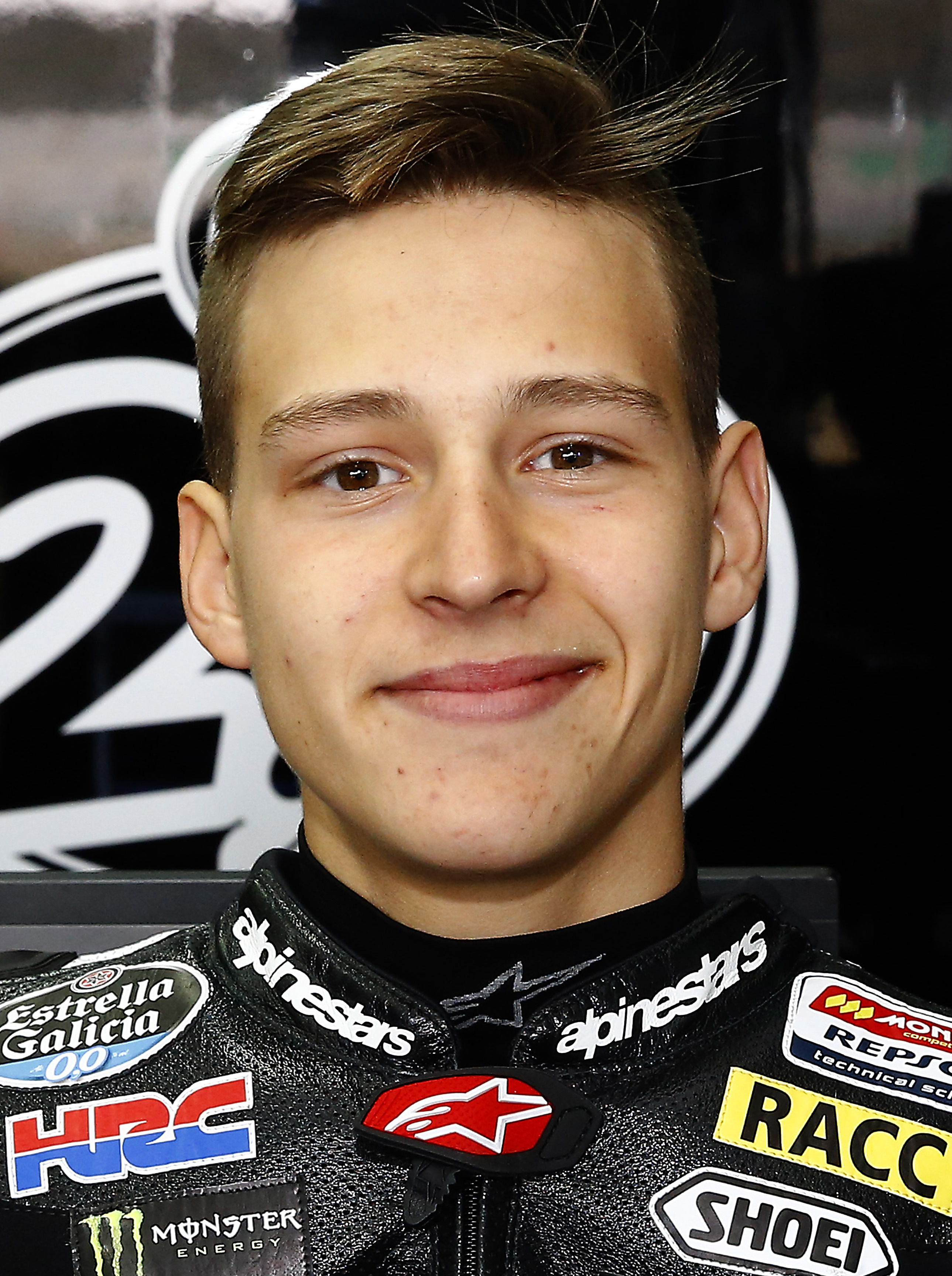
2015年

### 2015年
世界選手権デビューとなったカタールでクアルタラロは予選6位、2列目スタートとなった。ポールポジションを獲得した同郷のアレクシ・マスブーから0.123秒差であった。決勝では常にトップグループを争い、2周でレースのリードを握った。しかしフランチェスコ・バニャイアとの接触で両名とも後退、クアルタラロは結局7位でレースを終えた。クアルタラロが勝者のマスブーに比べてわずか0.772秒遅れていたのはそのようなレースの本質であった。続くアメリカズGPで、クアルタラロはダニー・ケントに次ぐ2位フィニッシュで、初の表彰台を達成した。スペインGPではケントに0.2秒差で初のポールポジションを達成したが、決勝は4位に終わった。ホームグランプリのル・マンでもチームメイトのナバロから10分の1秒差で再びポールポジションを獲得した。決勝ではしばらくリードを保ったが、最終的には4位走行中にハイサイドを起こしリタイアに終わった。
クアルタラロは第8戦のアッセンで2位に入り、再び表彰台を獲得した。レースの大半を先頭グループで走行し、優勝したミゲル・オリベイラからは0.066秒差であった。続く4戦を交互にリタイアと完走で終わり、第13戦のサンマリノを迎えた。ここでクアルタラロは2回目のフリープラクティスセッション中にクラッシュし、右足首を骨折した。そのため決勝には出場できなかった。続くアラゴンも欠場となり、代役として同チームからCEV Moto3に参戦している山田誓己が出場した。日本GPには復帰したが、負傷の痛みが続き、予選29位となったため決勝には参加しなかった。オーストラリアでも予選19位となった後、決勝には出場しなかった。クアルタラロは最終的に92ポイント、ランキング10位でシーズンを終えた。

### 2016年
2015年9月26日、クアルタラロはエストレラ・ガリシア 0,0を離れ2016年から2年間の契約でレオパード・レーシングに加入することが発表された。クアルタラロはルーキーイヤーで見せたパフォーマンスと、レオパード・レーシングが前年度ダニー・ケントとタイトルを獲得したことで、チャンピオン候補の最有力とみなされた。しかしながらシーズンは悲惨な物となった。開幕から3戦連続で13位となり、スペインではクラッシュによるリタイアを喫する。ホームグランプリのル・マンでは6位に入った。6戦でノーポイントとなり、最高位はオーストリアでの4位であった。

## Moto2

### 2017年
2017年、クアルタラロはエドガー・ポンスのチームメイトとしてMoto2にステップアップ、ポンス・レーシングに加入した。デビュー戦のカタールは7位となった。この年の最高位はサンマリノでの6位であり、彼は64ポイント、ランキング13位でシーズンを終えた。

### 2018年

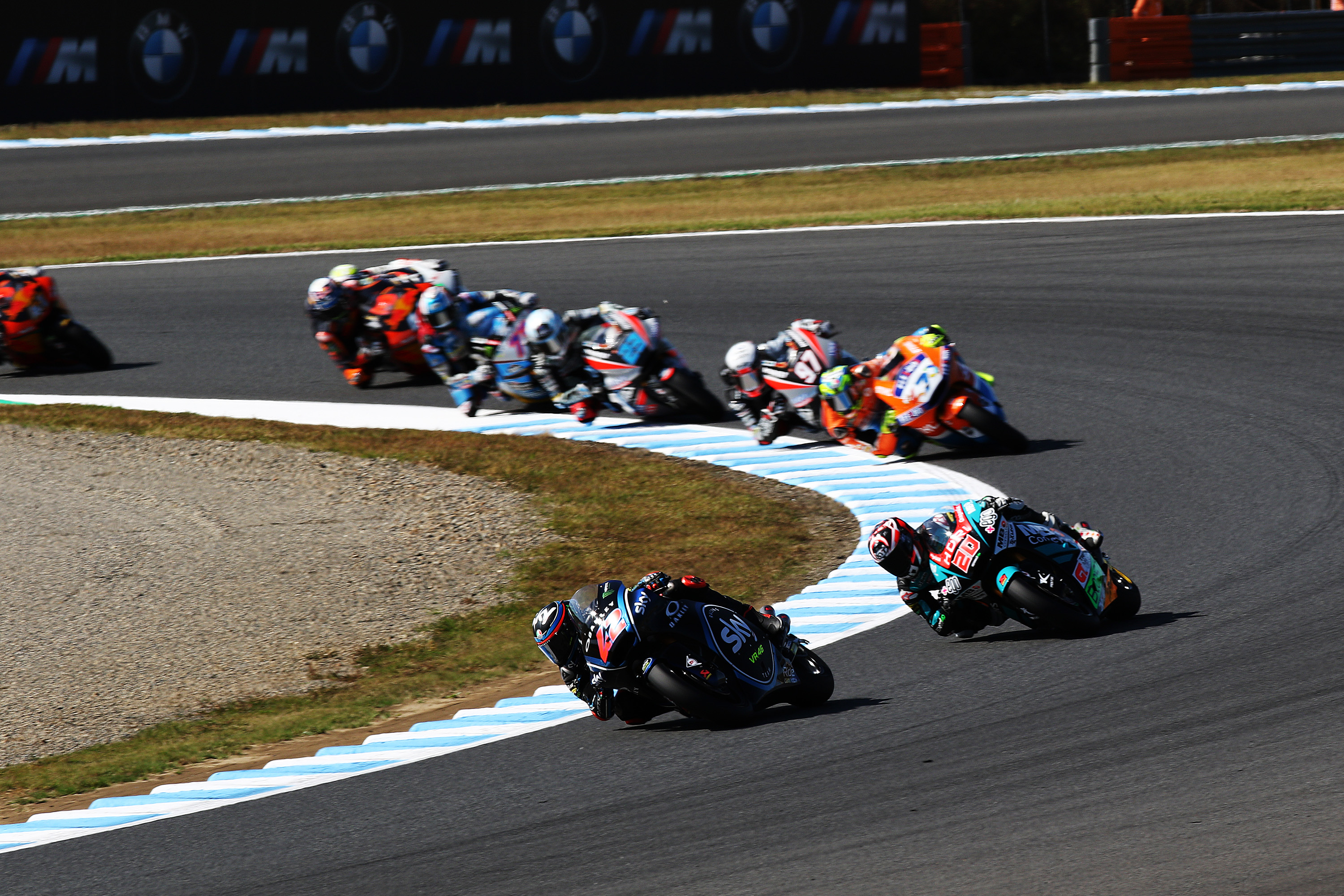
2018年日本GP Moto2決勝で2番手を走行するクアルタラロ（#20）。

2018年はスピードアップ・レーシングに移籍する。カタルーニャでグランプリ初勝利を達成し、「グランチェレム」（ポールポジション、最速ラップ、優勝）も達成した。続くアッセンでは2位に入ったが、その後は苦戦。日本ではフランチェスコ・バニャイアとのマッチレースを制してトップチェッカーを受けたが、レース後の車検でリアタイヤの内圧が規定違反と判定され失格処分となった。最終的に138ポイントで、ランキング10位となった。
2018年8月、クアルタラロは2019年に新設されるヤマハのサテライトチーム、ペトロナス・ヤマハSRTに加入し、MotoGPクラスへ昇格することが発表された。ただし、チームメイトになるフランコ・モルビデリ（2017年Moto2王者）、一緒にMotoGPに昇格するバニャイア（2018年Moto2王者）やジョアン・ミル（2017年Moto3王者）らの成績と比べると、クアルタラロが最高峰クラスに見合うポテンシャルの持ち主なのかはまだ未知数だった。

## MotoGP

### 2019年

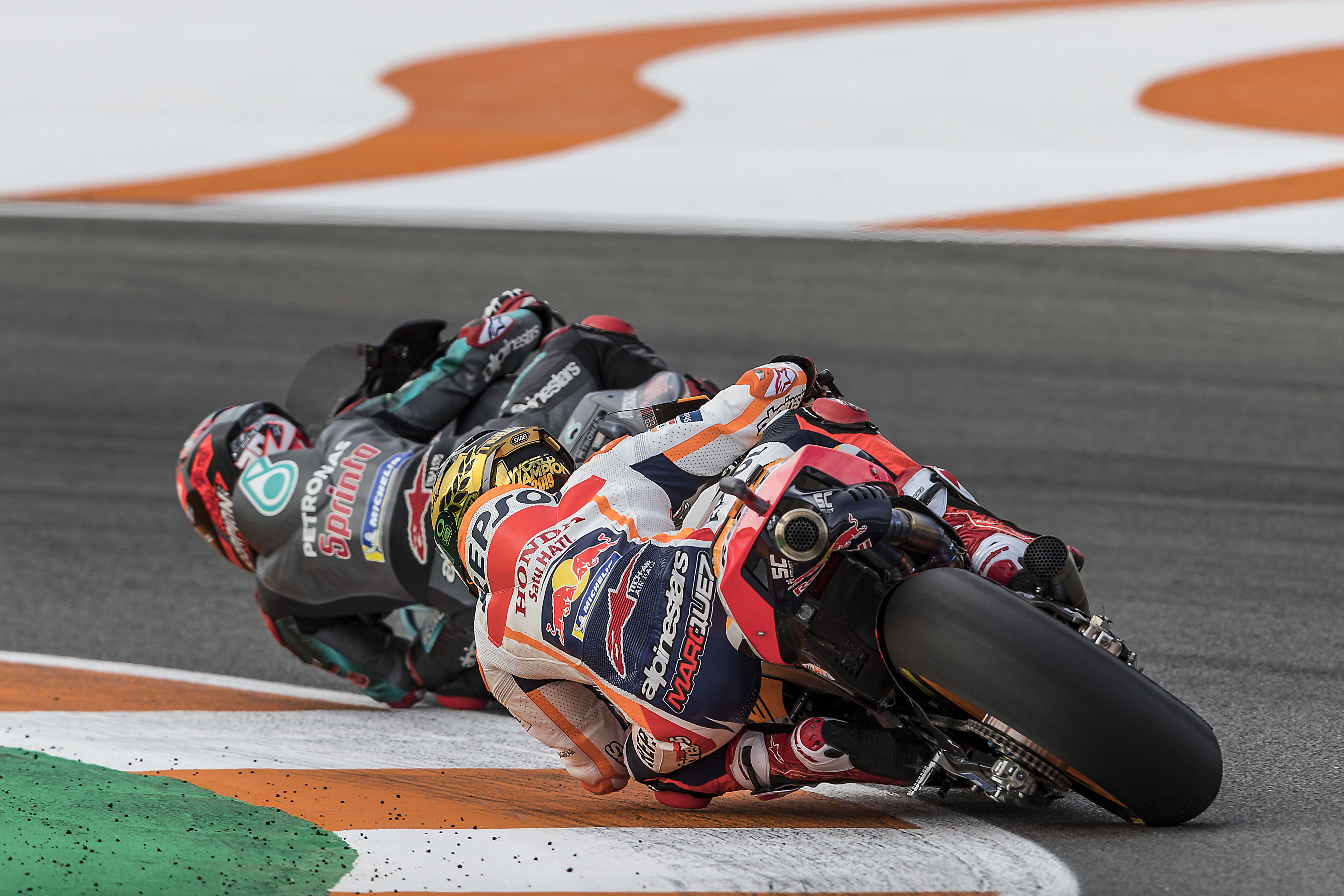
マルク・マルケスと争うクアルタラロ（2019年バレンシアGP）

2019年シーズン、クアルタラロは開幕戦カタールGPでルーキー最上位の予選5番グリッドを獲得。決勝はエンジンストールでピットレーンスタートとなったが、MotoGPデビュー戦でファステストラップを記録した。第4戦のスペインGPではポールポジションを獲得。20歳14日での初ポールポジションは、マルク・マルケスが2013年アメリカズGPで記録したMotoGPクラスの最年少ポールポジション記録（20歳63日）を更新することとなった。決勝は2位走行中マシントラブルのためリタイアした。
第6戦イタリアGP後に右腕の腕上がり（コンパートメント症候群）の手術を受けたが、第7戦カタルーニャGPで2回目のポールポジションを獲得し、2位で初表彰台に立つ。続くアッセンでも獲得し、連続ポールポジションを獲得した最年少ライダーとなった。第13戦サンマリノGPでは最終周回までトップを走行したが、マルケスに抜かれて初優勝を逃した。第15戦タイGPも同じ展開となり、最終周回でマルケスに抜かれた。デビューシーズンの初優勝は届かなかったが、ポールポジション6回・表彰台7回（2位5回、3位2回）を記録。年間ランキング5位でルーキー・オブ・ザ・イヤーとベスト・インディペンデントチーム・ライダーに選ばれた。

### 2020年
2020年はペトロナス・ヤマハSRTに残留し、最新のワークススペックのYZR-M1の供給を受ける。シーズン開幕前には、2021年よりバレンティーノ・ロッシに替わってヤマハ・ファクトリー・レーシングに加入することが決まった。
MotoGPクラスの開幕戦となった第2戦スペインGPで、ポール・トゥ・ウィンで初優勝を達成。

### 2021年
モンスター・エナジー・ヤマハMotoGPから参戦し、第2戦ドーハGP、第3戦ポルトガルGP、第6戦イタリアGP、第9戦オランダGP、第12戦イギリスGPでシーズン5勝を挙げ、ランキング2位のフランチェスコ・バニャイアとは52ポイント差で残り3戦となる第16戦エミリア・ロマーニャGPを迎えるが、トップを走っていたバニャイアの転倒によりシーズンチャンピオンが決定する（クアルタラロは4位フィニッシュ）。フランス人ライダーの最高峰クラスでのチャンピオンは初。

### 2022年
引き続きモンスター・エナジー・ヤマハMotoGPから参戦。第2戦インドネシアGPではポールポジションとファステストラップを獲得したが、優勝には届かなかった。3勝挙げるが、バニャイアの快進撃に追いつけずシーズンランキング2位で終えた。

### 2023年
引き続きモンスター・エナジー・ヤマハMotoGPから参戦。このシーズンでは、第3戦アメリカGP、第13戦インドGP、第15戦インドネシアGPの3位が最高位であり、シーズンランキング10位で終えた。また、モルビデリが移籍するのに伴い、来季からはアレックス・リンスとチームメイトになることが決定した。

### 2024年
4月5日、2026年までチームに残留することの契約更新を行った。

## 人物
- スペイン国内では2013年、14年の連覇を含む国内タイトルを6つ獲得し、多くの最年少記録を塗り替え[35]、世界チャンピオンのマルク・マルケスと比較された[36][37]。15歳で世界選手権にデビューし、Moto3・Moto2での低迷期を経て、MotoGP昇格後は最年少ポールポジション獲得など才能を開花させている。2020年第2戦スペインGPにて、21歳と90日で初優勝を遂げた。

- 姓のQuartararoに含まれる"r"をフランス語の有声口蓋垂摩擦音で発音すると、クアッタハッホと聞こえる[38]。日テレG+のMotoGP中継番組では2019年までこの発音・表記を使用していたが[39]、2020年よりクアルタラロに統一した[40]。

## 主なレース戦績

### 世界選手権前
- 2007年: 2位, Spanish 50cc championship
- 2008年: 1位, Spanish 50cc championship
- 2009年: 1位, Spanish 70cc championship
- 2010年: 3位, Spanish 80cc championship
- 2011年: 1位, Spanish 80cc championship
- 2012年: 1位, Spanish Pre-Moto3 championship
- 2013年: 1位, Spanish Moto3 championship
- 2014年: 1位, Spanish Moto3 championship

### 世界選手権

#### シーズン別
| 年   | クラス | マシン         | チーム                                        | 出走回数 | 勝利数 | 表彰台数 | ポールポジション | ファステストラップ | ポイント | ランキング |
| ---- | ------ | -------------- | --------------------------------------------- | -------- | ------ | -------- | ---------------- | ------------------ | -------- | ---------- |
| 2015 | Moto3  | ホンダ         | エストレラ・ガリシア 0,0                      | 13       | 0      | 2        | 2                | 0                  | 92       | 10位       |
| 2016 | Moto3  | KTM            | レオパード・レーシング                        | 18       | 0      | 0        | 0                | 0                  | 83       | 13位       |
| 2017 | Moto2  | カレックス     | ポンス HP40                                   | 18       | 0      | 0        | 0                | 0                  | 64       | 13位       |
| 2018 | Moto2  | スピードアップ | ベータ・ツールズ - スピードアップ・レーシング | 18       | 1      | 2        | 1                | 1                  | 138      | 10位       |
| 2019 | MotoGP | ヤマハ         | ペトロナス・ヤマハSRT                         | 19       | 0      | 7        | 6                | 2                  | 192      | 5位        |
| 2020 | MotoGP | ヤマハ         | ペトロナス・ヤマハSRT                         | 14       | 3      | 3        | 4                | 2                  | 127      | 8位        |
| 2021 | MotoGP | ヤマハ         | モンスター・ヤマハ・モトGP                    | 18       | 5      | 10       | 5                | 5                  | 278      | 1位        |
| 2022 | MotoGP | ヤマハ         | モンスター・ヤマハ・モトGP                    | 20       | 3      | 8        | 1                | 4                  | 248      | 2位        |
| 2023 | MotoGP | ヤマハ         | モンスター・ヤマハ・モトGP                    | 20       | 0      | 3        | 0                | 0                  | 172      | 10位       |
| 2024 | MotoGP | ヤマハ         | モンスター・ヤマハ・モトGP                    | 19       | 0      | 0        | 0                | 0                  | 108*     | 13位*      |
| 合計 | 合計   | 合計           | 合計                                          | 177      | 12     | 35       | 19               | 14                 | 1502     |            |

#### クラス別
| クラス | 年        | デビュー戦     | 初表彰台           | 初勝利             | 出走回数 | 勝利数 | 表彰台数 | ポールポジション | ファステストラップ | ポイント | タイトル |
| ------ | --------- | -------------- | ------------------ | ------------------ | -------- | ------ | -------- | ---------------- | ------------------ | -------- | -------- |
| Moto3  | 2015-2016 | 2015年カタール | 2015年アメリカ     |                    | 31       | 0      | 2        | 2                | 0                  | 175      | 0        |
| Moto2  | 2017-2018 | 2017年カタール | 2018年カタルーニャ | 2018年カタルーニャ | 36       | 1      | 2        | 1                | 1                  | 202      | 0        |
| MotoGP | 2019-現在 | 2019年カタール | 2019年カタルーニャ | 2020年スペイン     | 110      | 11     | 31       | 16               | 13                 | 1121     | 1        |
| 合計   | 2015-現在 | 2015-現在      | 2015-現在          | 2015-現在          | 177      | 12     | 35       | 19               | 14                 | 1502     | 1        |

#### 年別
| 年     | クラス | マシン         | 1      | 2       | 3      | 4       | 5       | 6       | 7      | 8       | 9       | 10     | 11      | 12      | 13      | 14     | 15      | 16      | 17      | 18      | 19    | 20     | 順位  | ポイント |
| ------ | ------ | -------------- | ------ | ------- | ------ | ------- | ------- | ------- | ------ | ------- | ------- | ------ | ------- | ------- | ------- | ------ | ------- | ------- | ------- | ------- | ----- | ------ | ----- | -------- |
| 2015年 | Moto3  | ホンダ         | QAT 7  | AME 2   | ARG 6  | SPA 4   | FRA Ret | ITA Ret | CAT 14 | NED 2   | GER Ret | IND 11 | CZE Ret | GBR 4   | RSM DNS | ARA    | JPN DNS | AUS DNS | MAL     | VAL Ret |       |        | 10位  | 92       |
| 2016年 | Moto3  | KTM            | QAT 13 | ARG 13  | AME 13 | SPA Ret | FRA 6   | ITA 5   | CAT 7  | NED Ret | GER 23  | AUT 4  | CZE 21  | GBR Ret | RSM 18  | ARA 12 | JPN 8   | AUS 12  | MAL 4   | VAL 14  |       |        | 13位  | 83       |
| 2017年 | Moto2  | カレックス     | QAT 7  | ARG Ret | AME 12 | SPA 16  | FRA 18  | ITA 18  | CAT 7  | NED 9   | GER 13  | CZE 20 | AUT Ret | GBR 16  | RSM 6   | ARA 11 | JPN 19  | AUS Ret | MAL 7   | VAL 8   |       |        | 13位  | 64       |
| 2018年 | Moto2  | スピードアップ | QAT 20 | ARG 22  | AME 15 | SPA 10  | FRA 8   | ITA 11  | CAT 1  | NED 2   | GER 9   | CZE 11 | AUT 9   | GBR C   | RSM 7   | ARA 9  | THA 5   | JPN DSQ | AUS 10  | MAL 5   | VAL 6 |        | 10位  | 138      |
| 2019年 | MotoGP | ヤマハ         | QAT 16 | ARG 8   | AME 7  | SPA Ret | FRA 8   | ITA 10  | CAT 2  | NED 3   | GER Ret | CZE 7  | AUT 3   | GBR Ret | RSM 2   | ARA 5  | THA 2   | JPN 2   | AUS Ret | MAL 7   | VAL 2 |        | 5位   | 192      |
| 2020年 | MotoGP | ヤマハ         | SPA 1  | ANC 1   | CZE 7  | AUT 8   | STY 13  | RSM Ret | EMI 4  | CAT 1   | FRA 9   | ARA 18 | TER 8   | EUR 14  | VAL Ret | POR 14 |         |         |         |         |       |        | 8位   | 127      |
| 2021年 | MotoGP | ヤマハ         | QAT 5  | DOH 1   | POR 1  | SPA 13  | FRA 3   | ITA 1   | CAT 6  | GER 3   | NED 1   | STY 3  | AUT 7   | GBR 1   | ARA 8   | RSM 2  | AME 2   | EMI 4   | ALG Ret | VAL 5   |       |        | 1位   | 278      |
| 2022年 | MotoGP | ヤマハ         | QAT 9  | INA 2   | ARG 8  | AME 7   | POR 1   | SPA 2   | FRA 4  | ITA 2   | CAT 1   | GER 1  | NED Ret | GBR 8   | AUT 2   | RSM 5  | ARA Ret | JPN 8   | THA 17  | AUS Ret | MAL 3 | VAL 4  | 2位   | 248      |
| 2023年 | MotoGP | ヤマハ         | POR 8  | ARG 7   | AME 3  | SPA 10  | FRA 7   | ITA 11  | GER 13 | NED Ret | GBR 15  | AUT 8  | CAT 7   | RSM 13  | IND 3   | JPN 10 | INA 3   | AUS 14  | THA 5   | MAL 5   | QAT 7 | VAL 11 | 10位  | 172      |
| 2024年 | MotoGP | ヤマハ         | QAT 11 | POR 7   | AME 12 | SPA 15  | FRA Ret | CAT 9   | ITA 18 | NED 12  | GER 11  | GBR 11 | AUT 18  | ARA Ret | RSM 7   | EMI 7  | INA 7   | JPN 12  | AUS 9   | THA 16  | MAL 6 | BAR    | 13位* | 108*     |

* 現在進行中

## 参照
1. ↑  『2019年国内外レース活動　ヤマハ主要チーム体制とライダープロフィール』（プレスリリース）ヤマハ発動機株式会社、2019年2月5日。2019年9月16日閲覧。
2. ↑  “パオロ・イアニエリのインタビューシリーズ第10弾 ファビオ・クアルタラッロに訊く”.   WEB Mr.Bike (2019年7月26日). 2019年9月16日閲覧。
3. ↑  “Quartararo meets young Promo RACC riders”. MotoGP.com (Dorna Sports). (2014年12月12日) 2015年4月3日閲覧。
4. 1 2 3 4  “Fabio Quartararo: A new star is born”. MotoGP.com (Dorna Sports). (2013年11月27日) 2015年4月3日閲覧。
5. 1 2 3 4  “Believing the hype - Fabio Quartararo”. Crash.net (Crash Media Group). (2015年3月23日) 2015年4月3日閲覧。
6. ↑  Lostia, Michele; Elizalde, Pablo (2008年12月23日). “FIM changes age limit from 2010”. Autosport (Haymarket Publications) 2015年4月3日閲覧。
7. ↑  “Quartararo eligible after 2015 rule change”. Crash.net (Crash Media Group). (2014年8月17日) 2015年4月3日閲覧。
8. ↑  “Quartararo and Raffin, Moto3 and Moto2 champions. Morales, double winner in Superbike”. MotoGP.com (Dorna Sports). (2014年11月8日) 2015年4月3日閲覧。
9. ↑  “Quartararo dominates at Le Mans”. MotoGP.com (Dorna Sports). (2014年5月18日) 2015年4月3日閲覧。
10. ↑  “Age limit exception introduced in Moto3”. MotoGP.com (Dorna Sports). (2014年8月19日) 2015年4月3日閲覧。
11. 1 2  “2015 Moto3 Entry List Announced”. MotoGP.com (Dorna Sports). (2014年10月23日) 2015年4月3日閲覧。
12. ↑  “Quartararo tops timesheets on day one of Valencia test”. MotoGP.com (Dorna Sports). (2015年2月16日) 2015年4月3日閲覧。
13. ↑  “Moto3 Jerez 2015”. MotoGP.com.  Dorna Sports (2015年2月19日). 2015年4月3日閲覧。
14. ↑  “Masbou secures Moto3 pole in Qatar”. Honda Pro Racing (ホンダ). (2015年3月28日).  オリジナルの2015年4月7日時点におけるアーカイブ。 2015年4月3日閲覧。
15. ↑  “Quartararo: "I have to be more relaxed on the final laps"”. MotoGP.com (Dorna Sports). (2015年4月2日) 2015年4月3日閲覧。
16. ↑  “Premier podium pour Fabio Quartararo! [First podium for Fabio Quartararo!]” (French). L'Equipe (Editions Philippe Amaury). (2015年4月12日) 2015年4月12日閲覧。
17. ↑  “Quartararo takes first ever Moto3 pole”. MotoGP.com (Dorna Sports). (2015年5月2日) 2015年5月2日閲覧。
18. ↑  “Quartararo secures pole for Le Mans Moto3”. MotoGP.com (Dorna Sports). (2015年5月16日) 2015年5月17日閲覧。
19. ↑  Lewis, Lisa (2015年5月17日). “Fenati wins epic four man battle, Kent 4th”. Crash.net (Crash Media Group) 2015年5月17日閲覧。
20. ↑  “Oliveira takes incredible Moto3 victory”. MotoGP.com (Dorna Sports). (2015年6月27日) 2015年6月27日閲覧。
21. ↑  “Repsol pair Navarro and Quartararo sidelined”. Crash.net (Crash Media Group). (2015年9月11日) 2015年9月13日閲覧。
22. ↑  “Yamada sustituira a Quartararo en Aragon [Yamada replaces Quartararo in Aragon]” (Spanish). MotoGP.com (Dorna Sports). (2015年9月21日) 2015年9月27日閲覧。
23. ↑  Lewis, Lisa (2015年10月11日). “Antonelli dominates for wet Motegi win”. Crash.net (Crash Media Group) 2015年10月11日閲覧. "Fabio Quartararo found Motegi a struggle on his injured foot and pulled out of the race."
24. ↑  “Oliveira victory in Moto3 keeps title hopes alive”. MotoGP.com (Dorna Sports). (2015年10月18日) 2015年10月18日閲覧. "Estrella Galicia 0,0's Fabio Quartararo was forced to pull out of the race before the start on his comeback from injury, as the pain in his ankle proved to be too much for the French rider."
25. ↑  “Leopard Racing signs Quartararo for 2016”. MotoGP.com (Dorna Sports). (2015年9月26日) 2015年9月27日閲覧。
26. ↑  “MotoGP日本GP：Moto2優勝のクアルタラロがタイヤの空気圧規定違反で失格”. autosport Web. (2018年10月21日) 2019年9月16日閲覧。
27. ↑  “MotoGP：ヤマハ代表が新サテライトチームのライダーラインアップをオーストリアGP中に公表”. autosport web. (2018年8月14日) 2019年9月16日閲覧。
28. ↑  “MotoGP初レースはプレッシャー“大”。クアルタラロ「お腹は痛くなるし、エンジンストールまで……」”. motorsport.com. (2019年3月21日) 2019年9月16日閲覧。
29. ↑  “マルケスのMotoGP史上最年少ポール獲得記録を破ったクアルタラロ。母国で最年少優勝更新の可能性残す”. autosport web. (2019年5月11日) 2019年9月16日閲覧。
30. ↑  “MotoGP：クアルタラロが腕上がりの手術を実施。カタルーニャGPは出場予定”. autosport web. (2019年6月5日) 2019年9月16日閲覧。
31. ↑  David Gruz (2019年6月29日). “Quartararo blitzes Assen MotoGP lap record for Dutch TT pole”.   Autosport.com. 2019年9月16日閲覧。
32. ↑  “「人生最高の瞬間だった」クアルタラロ、マルケスに敗れるもバトルに満足”. motorsport.com. (2019年9月16日) 2019年9月16日閲覧。
33. ↑  “ヤマハが２１年からクアルタラロをファクトリーチームで起用することを発表”. motoGP.com (2020年1月29日). 2020年2月6日閲覧。
34. ↑  第1戦カタールGPは新型コロナウイルス感染症の渡航制限措置ため、MotoGPクラスのみ開催がキャンセルされた。
35. ↑  Caron-Dawe, Joseph (2014年12月31日). “Five young hotshots to watch out for in MotoGP”. RedBull.com (Red Bull GmbH) 2015年4月3日閲覧。
36. ↑  “Is Fabio Quartararo the next Marquez?”. MotoGP.com (Dorna Sports). (2015年3月12日) 2015年4月3日閲覧。
37. ↑  “Quartararo: "Me alegra que me comparen con Marquez, pero todavia es muy pronto" [Quartararo: "I am happy to be compared to Marquez, but it is too early"]” (Spanish). Marca (Unidad Editorial). (2015年3月23日) 2015年4月3日閲覧。
38. ↑  遠藤智 (2015年5月23日). “Moto3クラスに登場した久々のフランス人スター候補生。”. Number web.   文藝春秋. p. 3. 2020年7月21日閲覧。
39. ↑  石田一利 [@corgikuuga] (5 May 2019). “いろいろご指摘頂きますが 日テレMotoGPチームは 「クアッタハッホ」で行くそうです。”. X（旧Twitter）より2019年9月16日閲覧.
40. ↑  石田一利 [@corgikuuga] (23 February 2020). “という事で今季から日テレはファビオ「クアルタラロ」と決まりました！”. X（旧Twitter）より2020年7月19日閲覧.